# 田代菊之助
田代 菊之助（たしろ きくのすけ、1896年（明治29年）10月11日 - 1953年（昭和28年）12月4日）は、日本の陸上選手。スポーツ黎明期の長距離走選手で、1924年パリオリンピックではマラソンに出場した。箱根駅伝（1927年・1928年）にも出場している。
パリオリンピック代表選手選考が行われた当時、田代は中央大学専門部経済科に籍を置く学生であるとともに、人力車の車夫でもあった。大日本体育協会（体協）は、人力車夫はアマチュアではないとみなしており、田代のアマチュア資格についても判断が揺れた。体協が田代をオリンピック代表に選出したことは学生競技者の反発を招き、従来からの体協の組織運営をめぐる問題も相まって、日本のスポーツ界が紛糾する引き金となった。

## 来歴
伊豆生まれ。中央大学出身。1923年11月11日、大阪市立競技場で開催された大阪選手権（1924年パリオリンピック一次予選会）で、10000m走を32分54秒6で走った。これは当時の日本記録（初代日本学生記録）である。

### 田代のオリンピック代表選出と「資格問題」
田代は中央大学の学生で、人力車夫でもあった。この当時日本国内のアマチュアスポーツを管轄していた大日本体育協会（体協）は、1920年アントワープオリンピックの国内予選参加者に「学生タリ青年会員タルヲ問ハス品行方正ニシテ脚力ヲ用フルヲ業トセサルモノ」という条件を付し、車夫や郵便配達夫、魚屋、挽子などは「（準）職業競技者」として予選や国内競技会から排除され、車夫はそのままの身分では陸上競技大会には参加できなかった。
1922年、体協は競技者資格を発表。国内競技会を二部制にするとし、「アマチュア」の一般競技者からなる「第一部」と、「職業の性質上練習に便宜を有するもの」からなる「第二部」に分けた（資格については体協の資格審査委員会が判定するとした）。そのうえで国際大会への出場者は「第一部」の選手に限るとされた。これによって車夫や新聞配達人といった「準職業競技者」も体協主催の競技会の「第二部」に出場することは可能になったが、実際には「第二部」競技会への参加者は非常に少なかった。二部制は実質的に特定の職業についた競技者を排除するものとして機能した。
パリオリンピック代表選考をめぐっては、1923年3月17日に開催された体協常務委員会において、いったんは田代にアマチュア資格なし（「第二部」に属する選手）と決定され、二次予選への出場資格が剥奪された。しかし4月7日に開かれた常務委員会では一転し、「満場一致」で田代の二次予選出場資格が認められた。4月12日、駒場で開催されたオリンピック二次予選で、田代は10000m走を32分48秒6で走り、自らの日本記録を更新した。体協オリンピック選手選考委員会は、二次予選の成績と過去の「権威ある大会」での優秀な記録に照らし、田代を代表とすることを決定した。選考委員会は二次予選の成績を基礎にするという方針であり、過去2度のオリンピック参加で「零敗」したことから「国民の士気の阻喪」を恐れ、「国外への威信」を示す必要に迫られたことから、競技者資格以上に競技成績を重視する選考となったと考えられる。
こうして行われた田代の選考に対して、学生競技者側が反発を示した。1924年4月13日、早稲田・慶応・明治の3大学競走部（関東学生陸上競技連盟所属）は体協に「決議文」を突きつけ、競技者資格の厳守や、体協の実務を担っていた野口源三郎主事の更迭と組織改造などを要求した。しかしパリへの選手団派遣に追われる体協に折衝の余裕がなく、期限（4月25日）までに3大学側に回答が行われなかった。このため学生競技者側には体協に誠意がないと捉えられ、問題が拡大。この年の明治神宮競技大会を関東学生陸上競技連盟所属の13校（13校のうちには中央大学も含まれる）がボイコットし（13校問題）、翌1925年に体協が学生競技者側の要求を受け入れる形で組織改造を行う事態に発展した。
この問題には、体協の組織運営をめぐる問題（役員の大多数を東京帝国大学や東京高等師範学校といった官学出身者が占めていたことなど）や、スポーツにおけるアマチュアリズムの問題（ひいてはエリートの学生がスポーツへの労働者の参加を拒む階級問題）など、さまざまな要因が絡むとされる。

### パリオリンピックとその後
田代の代表選手としての決定に変更はなかった。オリンピックではマラソンに出場したが、20km付近で倒れ、棄権した。
1925年（大正14年）には5000mで日本記録（16分10秒6）樹立。
1927年の箱根駅伝（第8回）ではアンカーを務め、中央大学を準優勝に導いた。箱根駅伝には翌1928年（第9回）も出場している。
『日本スポーツ人名辞典 昭和8年版』編纂時点では、帝国生命保険会社大阪支店勤務。